# Vorstendom Novgorod-Seversk
Het vorstendom Novgorod-Seversk (Russisch: Новгород-Северское княжество) was een Russisch vorstendom gelegen in het stroomgebied van de midden-Desna en haar rechter zijrivieren: de Sejm en anderen. De hoofdstad was Novgorod-Severski. De grootste steden en centra van de apanagevorstendommen waren Koersk, Poetivl, Rylsk en Troebtsjevsk.
Het vorstendom werd in 1097 gevormd als onderdeel van het vorstendom Tsjernigov. Sinds 1164 viel het onder de heerschappij van een aparte tak van de Ruriken. In de 14-16e eeuw was het onderdeel van het grootvorstendom Litouwen. Het werd uiteindelijk in 1523 afgeschaft tijdens de liquidatie van de apanages in de Russische staat.

## Geschiedenis

### Als onderdeel van Tsjernigov
De vorstelijke zetel in Novgorod-Severski werd in 1097 opgericht tijdens het congres van Ljoebetsj. De stad Novgorod-Severski werd het centrum van een groot deelvorstendom binnen het vorstendom Tsjernigov, waarvan de rechten na de bloedige oorlog van het midden van de jaren negentig door andere vorsten werden erkend als de afstammelingen van Svjatoslav Jaroslavitsj. De eerste vorst (1097 - 1115) was Oleg Svjatoslavitsj.
Tot het midden van de 12e eeuw werd Novgorod-Seversk in de regel bezet door de op een na oudste afstammeling van Svjatoslav Jaroslavitsj. Tijdens het bewind van Vsevolod Olgovitsj in Kiev regeerden daar zijn jongere broers Igor en Svjatoslav. Tijdens de burgeroorlog na de dood van Vsevolod kwam het vorstendom, samen met Tsjernigov, bijna onder de heerschappij van de Davydovitsjen. Na de dood van Izjaslav Davydovitsj in de veldslagen om Kiev (1161) en de dood van Svjatoslav Olgovitsj bij Tsjernigov (1164) werd een overeenkomst gesloten tussen zijn zoon Oleg en zijn oudste neef Svjatoslav Vsevolodovitsj, waarna de apanages van het vorstendom Novgorod-Seversk (Koersk en anderen) werden geërfd door de afstammelingen van Svjatoslav Olgovitsj, de apanages van Tsjernigov zelf (Starodoeb en anderen) door afstammelingen van Vsevolod Olgovitsj. Tegelijkertijd behielden beide takken de patrimoniale rechten op Tsjernigov en Novgorod-Seversk, en alleen de Vsevolodovitsji op Kiev.
Van de Seversker vorsten werd de grootste historische rol gespeeld door Igor Svjatoslavitsj (regeerde 1180 - 1198), die in 1169 deelnam aan de verovering van Kiev door de troepen van Andrej Bogoljoebski, aan de strijd tegen de vorsten van Smolensk in 1180 en aan campagnes tegen de Koemanen in 1184 en 1185. Hij werd de hoofdpersoon van het Igorlied en de beroemde opera Vorst Igor van Borodin. Igor's zonen, neven van de laatste Galicische vorst aan moederskant, regeerden in het vorstendom Galicië-Wolynië in 1206 - 1211. Twee van hen werden na een nederlaag door Hongaarse en Poolse troepen opgehangen wegens represailles tegen de bojaren die de aanspraken van de jonge Daniel Romanovitsj uit de Wolynische dynastie op de Galicische troon steunden.
het heersende standpunt In de geschiedschrijving was dat de regering van Novgorod-Seversk sinds 1198 werd bezet door de afstammelingen van Vsevolod Olgovitsj, en dat de Svjatoslavitsjen Posemje en de hulp van eerstgenoemde behielden bij het verkrijgen van Galicië.
Na de Mongoolse verwoesting verloren Tsjernigov en Novgorod-Seversk hun vroegere betekenis. Het gebied werd onderdeel van het vorstendom Brjansk onder de heerschappij van de afstammelingen van Roman Michailovitsj de Oude en vervolgens de afstammelingen van Gleb Rostislavitsj van Smolensk. De zuidelijke vorstelijke centra raakten in verval na de terugtocht van de Gouden Horde van de campagne tegen Litouwen (1275), de opstand tegen de baskak Achmat, een bloedige burgeroorlog en een strafcampagne van de Horde (1283-1285). Koersk werd bestuurd door een baskak. Poetivl werd aan het begin van de 14e eeuw genoemd onder de "buitengebieden" van Kiev. De Olgovitsjen van Poetivl bezetten vermoedelijk in die periode, naast Posemje, ook de vorstendommen Kiev en Perejaslav, maar in de vroege jaren 1320 werden ze bij de Slag aan de Irpen verslagen door de Litouwse vorst Gediminas en erkenden ze hun afhankelijkheid van hem, terwijl de baskaken van de Horde in de steden aanwezig bleven.

### Als onderdeel van Litouwen
Rond 1355 voerde Algirdas oorlog tegen Brjansk, waarna vele andere leengoederen waarin de regering van Tsjernigov en Seversk uiteenviel zich aan hem onderwierpen. In 1362, na de overwinning van Algirdas over de Horde bij de Slag van de Blauwe Wateren ging Kiev en Posemje tot de midden-Don naar Litouwen.
In de landen van Tsjernigov-Seversk ontvingen de Gediminiden bezittingen: Dmitri, de zoon van Algirdas, en na zijn vertrek naar Moskou (1379/80) Kaributas. Tegelijkertijd was, met onderbrekingen, Roman Michailovitsj van de oudere tak van de Olgovitsjen de vorst van Tsjernigov en Brjansk, en regeerde Algirdas's schoonzoon Svjatoslav Titovitsj in Karatsjev.
Nadat Vytautas in 1392 de Litouwse troon besteeg, weigerde Kaributas trouw te zweren en, nadat hij een leger had verzameld, trok hij tegen hem op. De troepen kwamen samen in een plaats genaamd Dokoedovo. Het leger van Kaributas werd verslagen, en de vorst ging naar Novogroedok. Nadat hij een leger had verzameld ging Vytautas naar Novogroedok, nam de stad in en nam de vorst met zijn echtgenote en kinderen gevangen. Later verzoende Kaributas zich met Vytautas, werd vrijgelaten en nam deel aan zijn militaire campagnes. In 1393 trok Kaributas opnieuw Novgorod-Seversk binnen. Een jaar later weigerde hij tribuut te brengen aan Vytautas, maar deze versloeg de opstandige vorst en nam hem voor de tweede keer gevangen. Kaributas werd gevangengezet in Vilnius, maar dankzij tussenkomst van zijn familieleden werd hij vrijgelaten. In 1393/1394 werd Kaributas zijn erfenis in Severië ontnomen en zijn plaats werd ingenomen door Fjodor Ljoebartovitsj, een Pools-Litouwse namestnik, in de steden Braslav, Vinnitsa, Sokolets en Kremenets.
In 1420 ontving Švitrigaila Novgorod-Seversk en Brjansk als apanage, waar hij tien jaar regeerde. In 1430, na de dood van Vytautas, riep de Russische partij Švitrigaila uit tot grootvorst van Litouwen, wat ook door Jogaila werd erkend. Švitrigaila gedroeg zich als een onafhankelijke vorst, wat de ontevredenheid van Jogaila en de Poolse adel veroorzaakte. In 1435 werd hij aan de Šventoji volledig verslagen.
In 1392-1430, tijdens het bewind van Vytautas, werd Koersk bevrijd van de macht van de Horde. De Seversker landen ten zuiden van de Sejm 
werden overgedragen aan de afstammelingen van Mamai, die overgingen naar de Litouwse dienst.
Casimir IV gaf in 1454 Novgorod-Severski en Rylsk aan Ivan Dmitrievitsj Sjemjakin, die uit Moskou was gevlucht. Diens zijn zoon Vasili Ivanovitsj werd samen met het vorstendom tot onderdaan van de Moskouse vorst Ivan III. De overgang van een aantal vorsten van de Litouwse staatstoegehorigheid naar het grootvorstendom Moskou veroorzaakte een oorlog tussen het vorstendom Moskou en Litouwen.

### Als onderdeel van de Russische staat
Volgens de wapenstilstand van 1503 ging Novgorod-Seversk naar Moskou. De laatste vorst van Novgorod-Seversk, Vasili Ivanovitsj Sjemjakin, werd beschuldigd van verraad en stierf in gevangenschap in 1523, waarna het vorstendom alle onafhankelijkheid verloor.
Na de annexatie van de Seversker landen (Seversk, Tsjernigov en Pereslavl) door de Russische staat in 1517-1523 verscheen de toevoeging "Heer van de landen van Severië" in de titel van tsaar Ivan IV. Het bleef tot 1917 eigendom van de Russische tsaren.